# Демянка
Демя̀нка (на руски: Демьянка) е река в Азиатската част на Русия, Западен Сибир, Омска и Тюменска област десен приток на река Иртиш. Дължината ѝ е 1160 km, която ѝ отрежда 34-то място по дължина сред реките на Русия.
Река Демянка води началото си от блатата в западната част на Васюганската равнина, на 128 m н.в., в крайната североизточна част на Омска област. По цялото си протежение реката тече по силно заблатената Васюганската равнина (част от Западносибирската равнина) в горното течение на север, а в средното и долното – на запад-северозапад. В горното и средна течение долината на реката има трапецовидна форма със сравнително високи брегове, обрасли с гъста тайга, а руслото ѝ е изпъстрено със стотици меандри и старици. Дъното е глинесто-пясъчно. Влива се отдясно в река Иртиш (от басейна на Об) при нейния 318 km, на 28 m н.в., при село Уст Демянск, Тюменска област.
Водосборният басейн на Демянка обхваща площ от 34,8 хил. km2, което представлява 2,12% от водосборния басейн на река Иртиш и обхваща части от Омска и Тюменска област. Целият водосборен басейн на реката е плосък, силно заблатен (до 50%), залесеност (до 45%) и огромно количество малки езера. Гъстотата на речна мрежа 0,31 km/km2
Границите на водосборния басейн на реката са следните:
- на север – водосборните басейни на реките Голям Салим и Голям Юган, леви притоци на Об;
- на изток – водосборния басейн на река Васюган, ляв приток на Об;
- на юг – водосборните басейни на реките Туй и Туртас, десни притоци на Иртиш.

Общо във водосборния басейн на реката има 1689 реки, с обща должина 10 913 km. От тях 50 притока са с дължина над 10 km, в т.ч. 8 притока с дължина над 100 km:
- 968 ← Ютимас 114 km /859 km2
- 928 → Тегус 139/3780
- 764 → Урна 336/3780
- 571 → Имгит 304/5980
- 303 → Голям Куняк 170/1860
- 197 ← Кеум 354/3630
- 69 → Калча 178/1640
- 49 ← Нелим 117/1010

Подхранването на реката е смесено, като преобладава снежното. Пълноводието е през май и юни. Среден годишен отток на 167 km от устието 155 m3/s. Общата денивелация от извора до устието е 100 m, със среден наклон на течението 0,07‰, което говори за спокойно течение, слаби деформационни процеси и дребнофракционен състав на дънните отложения Замръзва в края на октомври или първата половина на ноември, а се размразява през май.
По течението на реката са разположени няколко малки села в Тюменска област, в т.ч. село Демянка на жп линията Тюмен – Сургут – Нови Уренгой.
По време на пролетното пълноводие реката става частично плавателна.